# Кишни фактор
Кишни фактор један је од природних фактора који својим утицајем одређује рапрострањеност и опстанак вегетације и човека, као и њену продуктивност. Један је од битних чинилаца валоризације простора. Међу метеоролошким показатељима падавине имају преовладавајући утицај на услове гајења биљака.

## Општа разматрања
Клима је комплексан (посредни) еколошки фактор, који описујемо помоћу различитих климатских елемената, појава и индекса који утичу на развој биљних екосистема и њихово природно распрострањење.
За биљне екосистеме најважније су температуре ваздуха, количине падавина, влага ваздуха и ветар.
Како се климатски услови мењају кроз време, то се одражава на раст и развој свих организама. За одређивање промена климе долази до изражаја временски фактор. Променом неког елемента су везане и промене других елемената и појава.
Годишњи кишни фактор
Кишни фактор, односно годишњи кишни фактор је однос средње годишње количине падавина у милиметрима и средње годишње температуре у степенима C, према Р. Лангу изражен је обрасцем:
ф = Пг : Тг
- ф - годишњи кишни фактор,
- Пг - средња годишња количина падавина (mm),
- Тг - средња годишња температурa (°C).

Кишни фактор климу дели на:
| Клима                    | ф - годишњи кишни фактор |
| ------------------------ | ------------------------ |
| Аридну (суву)            | Мање од 40               |
| Семиаридну (полусуву)    | 40-60                    |
| Семихумидну (полувлажну) | 60-100                   |
| Хумидну (влажну)         | 100-160                  |
| Перхумидну (превлажну)   | Већи од 160              |

Месечни кишни фактор
За разлику од Р. Ланга педолог проф. др. Миховил Грачанин одредио је кишни фактор за сваки месец, изражен следећим обрасцем: 
КФМ = Пм : Тм
- КФМ - месечни кишни фактор,
- Пм - средња месечна количина падавина у мм,
- Тм - средња месечна температура у степенима Ц.

На основу овога др Грачанин разликовао је:
| Клима                    | КФМ - месечни кишни фактор |
| ------------------------ | -------------------------- |
| Аридну (суву)            | Мање од 3,3                |
| Семиаридну (полусуву)    | 3,3-5                      |
| Семихумидну (полувлажну) | 5-6,6                      |
| Хумидну (влажну)         | 6,6-13,3                   |
| Перхумидну (превлажну)   | Већи од 13,3               |

Помоћу кишног фактора утврђује се колико би милиметар био висок слој воде кад не би било испаравања, отицања по површини и прокапљивања у тло.

## Значај кишног фактора
Резултати биљне производње условљени су између осталог и са количином, распоредом, учесталошћу и интензитетом падавина. Значај падавина је углавном условљен распоредом годишње висине падавина по месецима, а нарочито у вегетационом периоду, када расподела падавина игра изузетно важну улогу у пољопривреди.
Годишње вредности кишног фактора са становишта пољопривреде крију у себи одређене недостатке који се првенствено односе на распоред падавина. Због тога већу пажњу треба посветити месечним вредностима, нарочито у раздобљу активних температура изнад 10 °C, које означавају у ужем смислу, вегетациони период.
Истраживањима утврђено је да се с растом кишног фактора смањује дубина основне обраде тла, те да је у подручјима с мањим кишним фактором треба повећати.
При одређивању дубине обраде, присутни су и други фактори (тип земљишта, култура, састав биљне производње) али климатски, изражен у овом случају кроз кишни фактор, игра свакако значајну, понекад и доминантну улогу, посебно ако се обрада земљишта налази и у функцији корекције климе.